# Electronic Journal of Combinatorics
Electronic Journal of Combinatorics (ook Journal of combinatorics.) is een internationaal, aan collegiale toetsing onderworpen open access wetenschappelijk tijdschrift op het gebied van de wiskunde en de toegepaste wiskunde. De naam wordt in literatuurverwijzingen meestal afgekort tot Electron. J. Combinator. Het eerste nummer verscheen in 1994. De online verspreiding wordt verzorgd door de Australian National University.